# Diachlorus aitkeni
Diachlorus aitkeni är en tvåvingeart som beskrevs av David Fairchild 1972. Diachlorus aitkeni ingår i släktet Diachlorus och familjen bromsar. Inga underarter finns listade i Catalogue of Life.